# Piaskowiec (Drzenkowice)
Piaskowiec – część wsi Drzenkowice w Polsce, położona w województwie świętokrzyskim, w powiecie ostrowieckim, w gminie Ćmielów.
W latach 1975–1998 Piaskowiec administracyjnie należał do województwa kieleckiego.